# Listy Vincenta van Gogha
Listy Vincenta van Gogha – zbiór korespondencji obejmujący listy napisane przez holenderskiego malarza Vincenta van Gogha, głównie do brata Theo a także do członków rodziny i przyjaciół oraz listy przez niego otrzymane.
Ogromna większość listów Vincenta van Gogha adresowana była do brata Theo. Najwcześniejszy znany list jest datowany 29 września 1872, ostatni natomiast został napisany na kilka dni przed śmiercią 29 lipca 1890. Po jego śmierci listami próbował zająć się brat Theo, ale przeżył on Vincenta tylko o 6 miesięcy.
Aż do 1886 Vincent van Gogh pisał listy głównie po holendersku (stanowią one 2/3 wszystkich listów), później natomiast pisał przeważnie tylko po francusku. Jest też kilka listów napisanych po angielsku. Van Gogh znał dobrze francuski dzięki czytaniu literatury i kontaktom z mówiącymi po francusku. Uzdolniony językowo, otoczony Francuzami, zaczął z czasem zatracać poczucie holenderskiego jako języka ojczystego i przeszedł na francuski. Dodatkowo, jego brat Theo również mieszkał we Francji, w Paryżu.

## Historia

### Listy do rodziny

#### Brat Theo
Ogromna większość (651 spośród 819) listów Vincenta van Gogha jest zaadresowana do Theo, jego brata i sponsora. Najwcześniejszy znany list, datowany 29 września 1872, napisał 15-letni Theo po spędzeniu kilku dni z Vincentem w Hadze. Trzy miesiące później Theo rozpoczął pracę w Brukseli, w oddziale firmy Goupil & Cie i od tego momentu datuje się regularna korespondencja pomiędzy braćmi. Listy z tego okresu (1873–1879) dają dobry obraz Vincenta przed wyborem decyzji zostania malarzem.
W ciągu następnych 2 lat (grudzień 1878–październik 1880) Vincent mieszkał w belgijskim zagłębiu górniczym Borinage, a Theo wspomagał go finansowo. Wtedy też zasugerował bratu zostanie malarzem, co też Vincent uczynił. Wspomaganie finansowe przybrało ze strony Theo formę stałego zobowiązania w 1881 i w efekcie korespondencja pomiędzy braćmi stała się częstsza, ponieważ Vincent musiał każdorazowo potwierdzać otrzymane kwoty.
Theo stał się doradcą brata w kwestiach artystycznych, a także rodzinnych i miłosnych (uczucie Vincenta do kuzynki Kee Vos w 1881). Pomimo że większość listów Theo do Vincenta zaginęła, to te zachowane świadczą o jego silnym przywiązaniu do impulsywnego i niesfornego brata.
Czas kiedy obaj żyli w Paryżu (1886-1888), okazał się punktem zwrotnym; pomimo że obfitował w utarczki, zbliżył ich jeszcze bardziej do siebie. Theo w drugiej połowie 1887 rozpoczął ostrożnie wystawianie prac artystów awangardowych w swej galerii Boussod, Valadon et Cie. To energia i przedsiębiorczość Vincenta skłoniły go do podjęcia decyzji promowania nowej sztuki. Artystyczny rozwój Vincenta po przeprowadzce do Paryża stał się wyraźny, Theo nabrał więc całkowitego przekonania co do wartości jego prac. To sprawiło, że ich wzajemne stosunki stały się bardziej zrównoważone, zwłaszcza dla Vincenta, który dotąd miał poczucie, że wartość jego obrazów była wyznaczana kwotami finansowego wsparcia jakie otrzymywał od brata.
Theo miał zwyczaj załączać do listów pieniądze, które wysyłał średnio 3 razy w miesiącu.
Z listów napisanych przez Theo do Vincenta zachowało się tylko 39, w tym 37 z lat 1888–1890.
Niemal kompletna jest korespondencja pomiędzy braćmi z ostatnich 2 lat życia Vincenta; brakuje tylko kilku listów Theo z okresu pomiędzy kwietniem 1889 a lipcem 1890, w tym listu, w którym poinformował on Vincenta o sprzedaży obrazu Czerwona winnica Annie Boch.

#### Rodzice
Z dużej ilości listów, które van Gogh musiał napisać do rodziców zachowało się 6 listów z lat 1876–1883 (5 do rodziców i 1 do matki i Theo) oraz 11 z lat 1889–1890 (8 do matki i 3 do matki i siostry Willeminy).
Nie zachował się żaden list od rodziców do Vincenta, ale o ich treści można wywnioskować z zachowanych listów innych członków rodziny.
Wczesne listy van Gogha są pełne szacunku dla ojca, wielebnego Theodorusa, w którego ślady zamierzał pójść. W późniejszym okresie doszło między nimi do konfliktów i ich wzajemne stosunki bardzo się pogorszyły. Po śmierci ojca w marcu 1885 van Gogh opuścił na dobre dom rodzinny, a 6 miesięcy później również i Holandię i kontakt z rodziną na dłuższy czas się urwał. Pewne światło na stosunki Vincenta z resztą rodziny rzuca list napisany 26 sierpnia 1886 przez Willeminę do przyjaciółki Line Kruysse; Vincent jawi się w nich jako młody człowiek o trudnym charakterze, sprawiający kłopoty wychowawcze, który na skutek konfliktów ostatecznie opuścił dom rodzinny, zerwał z nim kontakt i przestał dawać oznaki życia.
Van Gogh nawiązał kontakt listowny z Willeminą, która mieszkała z matką, dopiero kiedy znalazł się w Paryżu. Nawiązał też kontakt z matką, pisząc do niej od czasu do czasu z południa Francji. Pogłębiające się ataki choroby psychicznej sprawiały, że czuł się coraz bardziej wyizolowany z otoczenia a z jego ówczesnych listów emanuje tęsknota za Holandią i czasami młodości.
Na dwa tygodnie przed śmiercią napisał do siostry i matki:

Często myślę o Was obojgu i bardzo chciałbym Was znowu zobaczyć.

#### Siostra Willemina

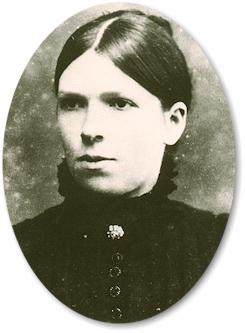
Willemina van Gogh

W ostatnich latach życia van Gogh był w bliskich kontaktach listowych z Willeminą, najmłodszą siostrą. W 1881 pisał o ciągłej korespondencji z nią, ale żaden list z tamtego okresu się nie zachował. Po przeprowadzce do Nuenen w 1884 oboje mieli okazję poznać się lepiej więc, pomimo napięć wewnątrz rodziny, łączyły ich dobre stosunki. Pogorszeniu uległy one w 1885 po śmierci ojca, kiedy Vincent zdecydował się upuścić na zawsze dom rodzinny.
Nawiązali ze sobą kontakt, dopiero gdy Van Gogh osiedlił się w Paryżu. Na jesieni 1887 Willemina napisała do niego list dołączając krótkie opowiadanie, które sama napisała. Van Gogh był zadowolony ze wznowienia kontaktów. Jego listy do siostry są bardziej beztroskie, niż te pisane do brata Theo.
Listy do Willeminy są szczególnie cenne, ponieważ zawierają wiele obserwacji na temat spraw związanych z życiem i byciem artystą. Wszystkie one pochodzą z 3 ostatnich lat życia van Gogha, gdzie ostatnie półtora roku oznacza jego zmaganie się z chorobą psychiczną i utratę wiary w zdolność bycia artystą. Van Gogh czuł się swobodnie pisząc do siostry, pozwalając sobie na obszerne wyjaśnienia i popuszczając wodze fantazji. W listach tych zawarte są jego poglądy na życie i śmierć, chorobę i zdrowie, sztukę i jej uprawianie.
Do dziś zachowało się 21 listów van Gogha do Willeminy oraz 1 niewysłany, a także 3 napisane łącznie do niej i do matki. Wszystkie te listy zostały napisane pomiędzy październikiem 1887 a czerwcem 1890 i są to najprawdopodobniej wszystkie ich listy z tego okresu. Wygląda na to, że Willemina przechowywała wszystkie listy otrzymane od brata.
Pierwszych kilka listów do siostry van Gogh napisał po holendersku, w późniejszym okresie przeszedł na francuski. Willemina natomiast zawsze pisała po holendersku. Oprócz listu z 1875, który napisała jako nastolatka, nie zachował się żaden jej list napisany do brata, nawet z okresu 1889–1890, w przeciwieństwie do listów, które w tym okresie napisał Theo.

#### Pozostałe rodzeństwo
Nie zachowała się ewentualna korespondencja pomiędzy van Goghiem a bratem Cornelisem i siostrami Anną i Lies.

### Listy do przyjaciół
Van Gogh pracował i spędzał długie okresy życia w samotności. Choć nie lubił klik ani akademickich oficjeli, nieustannie poszukiwał bratniej duszy, ponieważ odczuwał potrzebę wymiany poglądów, dyskutowania o problemach sztuki czy porównywania własnej twórczości z twórczością innych. Wolał kontakt osobisty, lecz gdy go brakowało, uciekał się do korespondencji. Podobnie jak w stosunkach z rodziną, również i w relacjach z przyjaciółmi nie zawsze okazywał się odporny na krytykę czy różnice zdań, co często doprowadzało do kłótni.
Listy, które napisał do przyjaciół, to odrębna część jego korespondencji. Listy te (podobnie jak listy do brata) zawierają dużo informacji na temat używanych materiałów, praktyk studialnych, źródeł inspiracji, co pozwala na właściwe zrozumienie jego rozwoju artystycznego. Jądro tej korespondencji tworzą listy pisane po holendersku do Anthona van Rapparda (58 od van Gogha i 1 od van Rapparda) oraz do malarzy francuskich: Émile’a Bernarda (22 listy od van Gogha) i Paula Gauguina (4 listy od van Gogha i 16 od Gauguina). Zachowało się też kilka listów pisanych do lub otrzymywanych od innych artystów: Johna Petera Russella, Arnolda Koninga, Paula Signaca, Charlesa Angranda, Horace'a Manna Livensa i Eugène’a Bocha.
Van Gogh napisał wiele listów nie tylko w celu wymiany poglądów, ale też i nawiązania współpracy. W Paryżu zaprzyjaźnił się z przedstawicielami ówczesnej awangardy: Émilem Bernardem, Louisem Anquetinem i Henri de Toulouse-Lautrec'iem, których zaprosił do organizowanej przez siebie pod koniec 1887 wystawy w Grand-Bouillon Restaurant du Chalet. Po wyjeździe z Paryża usiłował nadać bardziej konkretną formę pomysłowi zorganizowania zrzeszenia artystów. W lutym 1888, po przyjeździe do Arles, snuł plany wspólnej wystawy impresjonistów w Marsylii, dyskutując na ten temat z Emilem Bernardem. Wkrótce potem wynajął tzw. “Żółty Dom” w celu przekształcenia go w studio malarskie dla siebie i innych artystów, głównie Gauguina; w pomysł włączeni byli również brat Theo oraz John Russell. Pomysł ten przewija się przez jego ówczesną korespondencję, nawet z Gauguinem, już po zerwaniu ich trwającej od października do grudnia 1888 współpracy.
Innym celem korespondencji była chęć wymiany dzieł z innymi artystami; z jednej strony van Gogh chciał w ten sposób spopularyzować własne prace, a z drugiej – zgromadzić, wspólnie z bratem – kolekcję dzieł sztuki współczesnej. Podczas pobytu w Arles dokonał drogą pocztową wymiany autoportretów z Bernardem i Gauguinem, a następnie z Bernardem (ponownie), Charlesem Lavalem, Henri Moretem i Ernestem Ponthier de Chamaillardem.

#### Anthon van Rappard

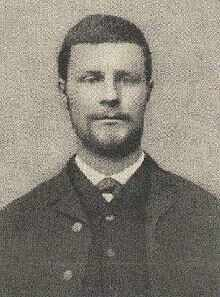
Anthon van Rappard

Korespondencja van Gogha do Anthona van Rapparda przypada na lata 1881–1885 obejmując zasadniczo cały okres holenderski, pierwszy, bolesny etap kariery van Gogha. Po trudnym okresie depresji i ubóstwa w Borinage Vincent van Gogh postanowił zostać rysownikiem i w listopadzie 1880 przeprowadził się do Brukseli, gdzie spotkał młodego studenta Akademii Brukselskiej, van Rapparda, który później użyczył mu własnego studia.
Ich stosunki opierały się na podobnych przekonaniach artystycznych. Obaj byli właśnie u progu kariery, choć van Rappard rozpoczął ją kilka lat wcześniej; pochodził on przy tym z zupełnie innej niż Vincent sfery społecznej, z arystokracji. W tym okresie van Rappard był jedynym przyjacielem-artystą, z którym van Gogh mógł dyskutować na odległość. Ich korespondencja zaczęła się w maju 1881, po powrocie Vicenta do Etten.
Tym, co ich wówczas pasjonowało, były magazyny ilustrowane, które obaj kolekcjonowali. Van Gogh sporządzał listy nowo zakupionych magazynów, po czym duplikaty tych list wysyłał do przyjaciela, który następnie zaczynał według nich gromadzić własną kolekcję.
Pochodzenie społeczne van Rapparda i jego powiązania ze środowiskami akademickimi czyniły go w pewien sposób członkiem establishmentu, którego van Gogh nie lubił. Było jednakże wiele punktów zbieżnych w ich poglądach artystycznych, o czym pod koniec stycznia 1883 donosił bratu:

Właściwie my nie pracujemy razem, ale mamy podobne poglądy na wiele kwestii

Różnice poglądów, jakie wystąpiły w 1885, przerwały ich przyjaźń i korespondencję. Van Goghowi nie przypadła do gustu ostra ocena van Rapparda jego litografii sporządzonej na podstawie obrazu Jedzący kartofle. Poczuł się tak dotknięty, że odesłał przyjacielowi z powrotem jego list. Kilka miesięcy później złagodził nieco swoje stanowisko pisząc do van Rapparda list pojednawczy. W kolejnych listach bronił jednak zacięcie swego punktu widzenia i nawet jeśli w końcu zaakceptował uwagi van Rapparda, ich przyjaźń dobiegła końca. Kontakt między nimi urwał się po wyjeździe van Gogha do Antwerpii w listopadzie 1885, a następnie, trzy miesiące później, do Paryża. Nic nie wskazywało na to, aby którykolwiek z nich próbował później wznowić zerwane kontakty.

#### Emile Bernard

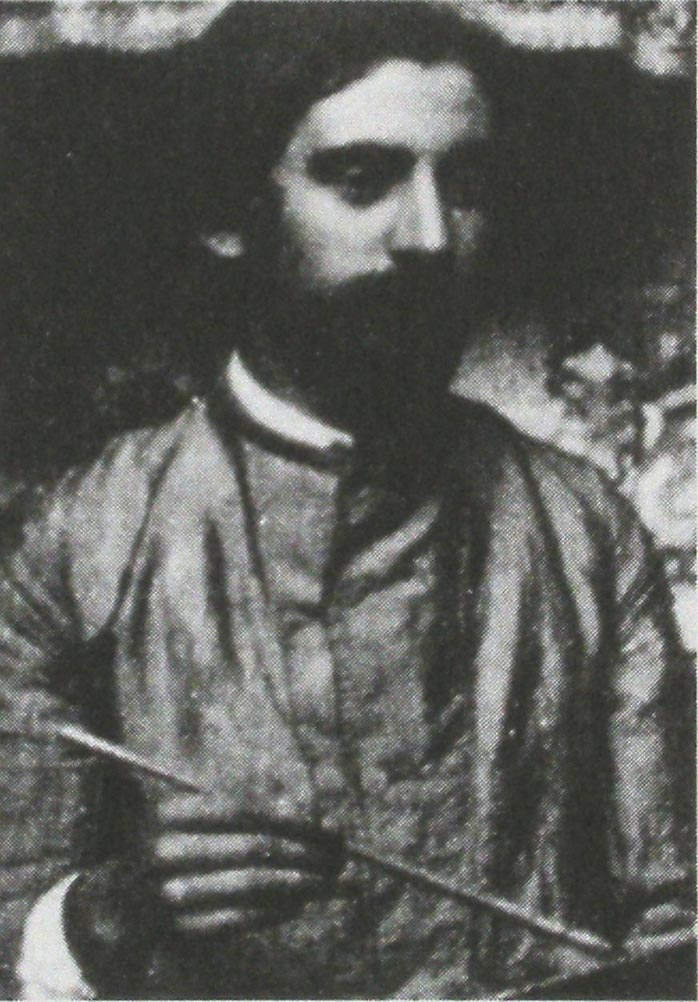
Émile Bernard

Przyjaźń i korespondencja van Gogha z Émilem Bernardem wykazuje wiele podobieństw do znajomości i kontaktów z van Rappardem. Podczas 2-letniego pobytu w Paryżu van Gogh spędzał wiele czasu z młodszym od siebie o 15 lat Bernardem malując i wystawiając razem z nim. Po wyjeździe van Gogha do Arles ożywiona korespondencja między nimi trwała nadal. Informowali się oni nawzajem o swoich aktualnych pracach, ilustrując pisane do siebie listy szkicami i rysunkami. Różnica wieku pomiędzy nimi sprawiła, że van Gogh wziął na siebie rolę starszego i bardziej doświadczonego doradcy. Korespondencja między nimi ustała, gdy do głosu doszły różnice zdań w sprawach artystycznych. W 1890 Bernard tak wspominał ich pierwsze spotkanie wiosną względnie jesienią 1886:

[Zobaczyłem go] po raz pierwszy w studio Cormona... później w sklepie Tanguy’ego, tej małej, żarliwej kapliczce, której stary kapłan miał miły uśmiech niezrozumiałej uczciwości. Kiedy [van Gogh] wyszedł z warsztatu, z wysokim, szerokim czołem, był tak zaskakujący, że o mało się nie wystraszyłem; ale wkrótce zostaliśmy przyjaciółmi

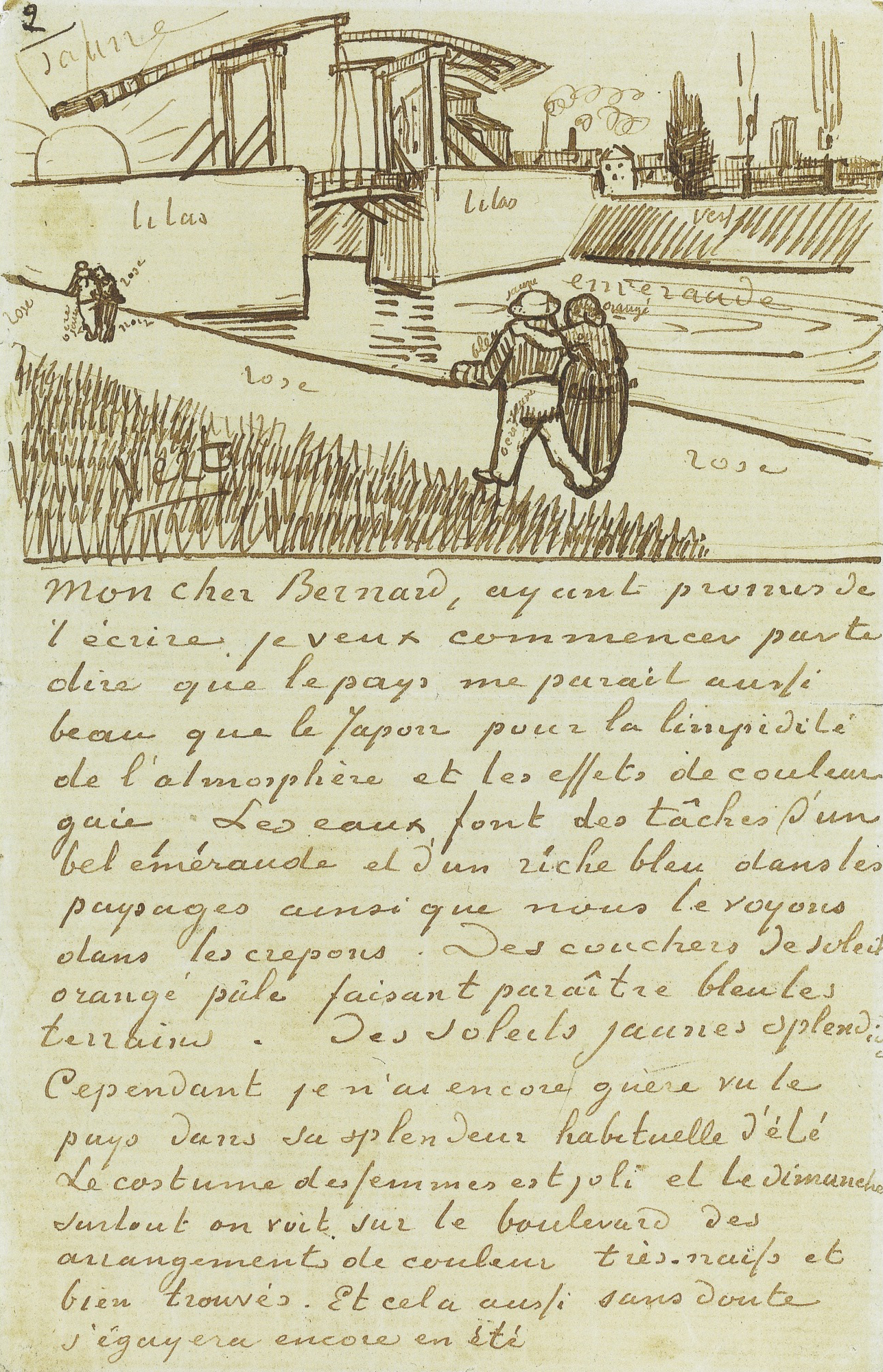
Szkic mostu Langlois w Arles w liście do Émila Bernarda z 18 marca 1888, Pierpont Morgan Library, Nowy Jork

Tanguy prowadził w Paryżu sklep z materiałami do rysowania i malowania, ponadto wystawiał i sprzedawał prace artystów awangardowych. Jego sklep był popularnym miejscem spotkań van Gogha z Bernardem. Dzięki Bernardowi van Gogh poznał lepiej Henri de Toulouse-Lautreca i Louisa Anquetina. Najwcześniejszy zachowany list van Gogha do Bernarda pochodzi z grudnia 1887 i rzuca światło na różnice poglądów i wzajemne animozje, jakie wówczas istniały w środowisku impresjonistów; wyrazem tych różnic był podział, który wtedy wprowadził van Gogh: ”petit boulevard” (do którego to ugrupowania zaliczył siebie oraz Guillaumina, Seurata, Gauguina, Bernarda, Anquetina, Angranda, Toulouse-Lautreca, Signaca i Luciena Pissarro) oraz ”grand boulevard” (Degas, Monet, Renoir, Sisley and Camille Pissarro); van Gogh był gorącym zwolennikiem współpracy obu ugrupowań, czemu dał też wyraz w liście do Theo z 10 marca 1888.
Najbardziej ożywiona korespondencja van Gogha z Bernardem miała miejsce pomiędzy marcem a październikiem 1888, natomiast po przyjeździe Gauguina do Arles ustała na niemal rok. Van Gogh miał w tym czasie kłopoty ze zdrowiem i utarczki z Gauguinem. Wznowienie korespondencji z Bernardem nastąpiło w październiku 1889, a van Gogh włączył się, jak przedtem, w poczynania przyjaciela. Jednak w liście z listopada 1889 wyraził się lekceważąco o jego obrazach, co spowodowało ustanie korespondencji. Ich przyjaźń wprawdzie nie wygasła, ale obaj nie mieli już okazji jej podtrzymać, ponieważ ich drogi życiowe wkrótce się rozeszły; kiedy van Gogh wyjeżdżał w maju 1890 na północ, do Auvers-sur-Oise, Bernarda już nie było w Paryżu.

#### Paul Gauguin

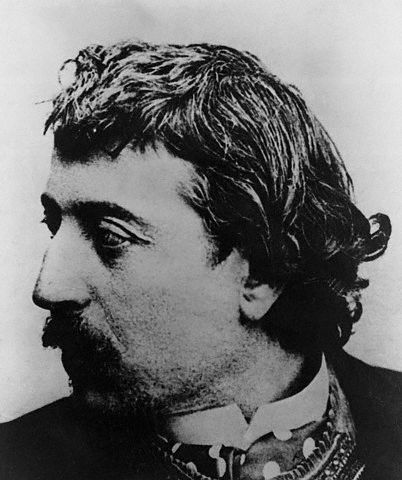
Paul Gauguin

Zachowana korespondencja pomiędzy van Goghiem a Gauguinem obejmuje okres od marca 1888 do czerwca 1890. Listy Gauguina mają inny charakter niż listy Rapparda i Bernarda. Są one mniej bezpośrednie, bardziej sformalizowane, emanuje z nich wyczuwalny szacunek. Podjęte w nich są te same tematy, co w listach do Bernarda z tego samego okresu (zdrowie, kierunki rozwoju sztuki współczesnej, postęp nad pracami).
Van Gogh i Gauguin spotkali się w Paryżu prawdopodobnie w listopadzie lub grudniu 1887. Gauguin powrócił do Francji w listopadzie 1887 po 6-miesięcznym pobycie w Panamie i na Martynice, a do jego spotkania z van Goghiem mogło dojść w galerii Boussod, Valadon & Cie prowadzonej przez Theo. Jest też możliwe, że poznali się na wystawie, którą van Gogh zorganizował na przełomie listopada i grudnia w Grand-Bouillon Restaurant du Chalet. Z listu Gauguina napisanego do van Gogha w grudniu 1998 wynika, że doszło wówczas  między nimi do wymiany obrazów.
W 1886 Gauguin był dobrze znaną postacią w środowisku paryskiej awangardy, choć miał trudności ze sprzedażą swoich obrazów. Uczestniczył w wystawach impresjonistów, współpracował ściśle z Camillem Pissarro, był przyjacielem Edgara Degas. Van Gogha musiały pociągać historie o Gauguinie jako członku bohemy, który porzucił swoją pracę i wyjechał na tropikalną Martynikę w poszukiwaniu nowych inspiracji. Gauguin z kolei po kłótniach z Pissarro i neoimpresjonistami pilnie potrzebował nowych znajomości. W tej sytuacji poznanie Vincenta van Gogha, a zwłaszcza Theo, który wystawiał jego obrazy i jeden z nich nawet kupił do własnej kolekcji, było mu więc bardzo na rękę.
Ich kontakty osobiste osłabły, kiedy Gauguin pod koniec stycznia 1888 wyjechał do Bretanii, a van Gogh w lutym do Arles. Gdy Van Gogh pod koniec lutego 1888 otrzymał list od Gauguina, który uskarżał się, iż wpadł w kłopoty, natychmiast zaczął snuć plany, jak mu pomóc. O ściągnięciu Gauguina do Arles wspominał w liście do Theo z końca maja 1888. Planował też wówczas stworzenie na południu Francji kolonii artystów, w której widział Gauguina. Gauguin początkowo przyjął ten plan raczej bez entuzjazmu, ale szybko spostrzegł w nim szanse na wyrwanie się z impasu, w jakim się znalazł oraz szanse na wzmocnienie więzi z Theo i rynkiem sztuki. Kiedy ostatecznie w końcu października 1888 przyjechał do Arles, oczekiwania van Gogha były wysokie.

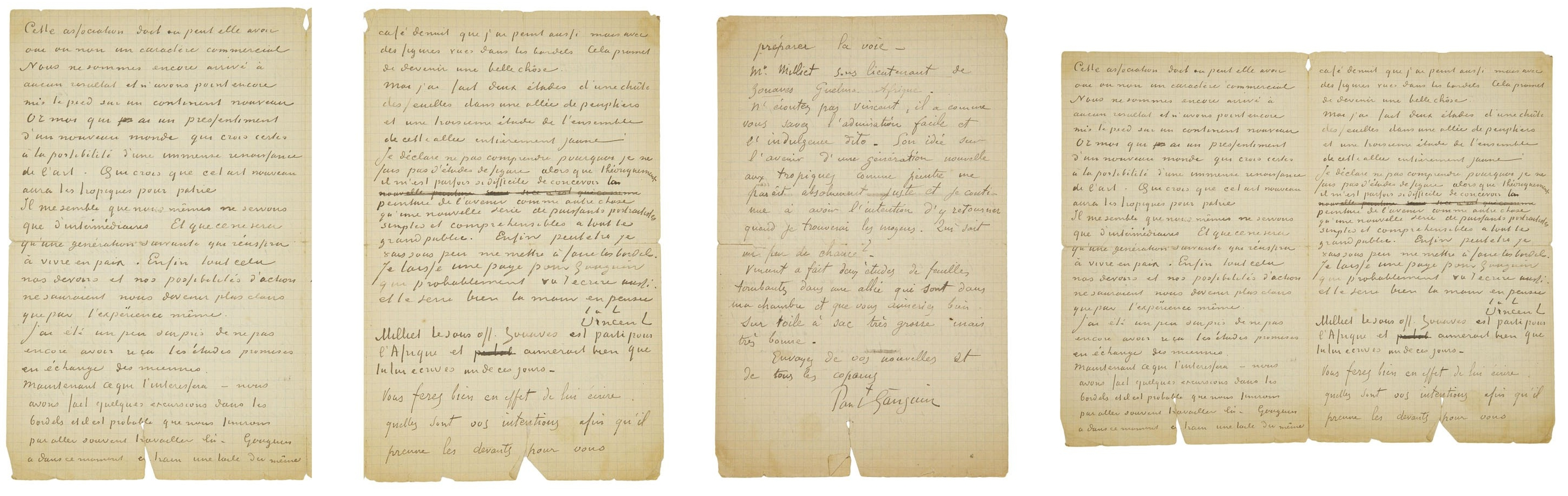
Wspólny list Vincenta van Gogha i Paula Gauguina do Émile'a Bernarda, napisany w Arles 1 lub 2 listopada 1888

Dwa miesiące, w czasie których mieszkali i pracowali razem, były szeroko komentowane i miały dramatyczne zakończenie – 23 grudnia 1888 van Gogh po gwałtownej sprzeczce z Gauguinem obciął sobie kawałek ucha i musiał otrzymać pomoc lekarską w szpitalu, a Gauguin postanowił niezwłocznie wrócić do Paryża. Po kilku tygodniach wznowili korespondencję. Pomimo niezadowolenia van Gogha wywołanego wyjazdem Gauguina, ton ich listów pozostawał nadal przyjazny, był jednak bardziej powściągliwy. Zwracali się do siebie jak dawniej per “pan”.
Ich przyjaźń wytrzymała dramatyczne koleje losu; wyrazem jej są obrazy, które Gauguin otrzymał od Vincenta za pośrednictwem Theo (Pani Roulin kołysząca kołyską, Arlezjanka (Pani Ginoux)) oraz te obrazy, które zakupił (Pole pszenicy ze żniwiarzem i słońcem i prawdopodobnie Wąwóz Le Peiroulets) a także kilka zachowanych listów z 1890, w których obaj ostrożnie sondowali możliwość nowej współpracy. Ok. 7 lipca 1890 Gauguin powiedział do Theo:

Dostałem dwa spokojne listy od Vincenta, które mnie ucieszyły

W jednym z nich van Gogh napisał mu, że planuje odwiedzić go i Meijera de Haana w Bretanii; była to ostatnia wiadomość od Van Gogha, który zmarł trzy tygodnie później. Gauguin napisał potem do Bernarda:

Jakkolwiek by się człowiek nie smucił jego śmiercią, ja nad nią nie rozpaczam, ponieważ ja to przewidziałem, ja poznałem cierpienie tego nieszczęśnika, walczącego ze swoją chorobą. Śmierć to dla niego wielkie szczęście, oznaczające koniec jego cierpienia; a jeżeli on kiedykolwiek powróci w innym życiu, to zostanie wynagrodzony za swe dobre sprawowanie na tym świecie (według prawa Buddy). Pozostanie mu pociecha, że nie został opuszczony przez brata i był rozumiany przez niektórych artystów

## Pierwsza publikacja listów van Gogha

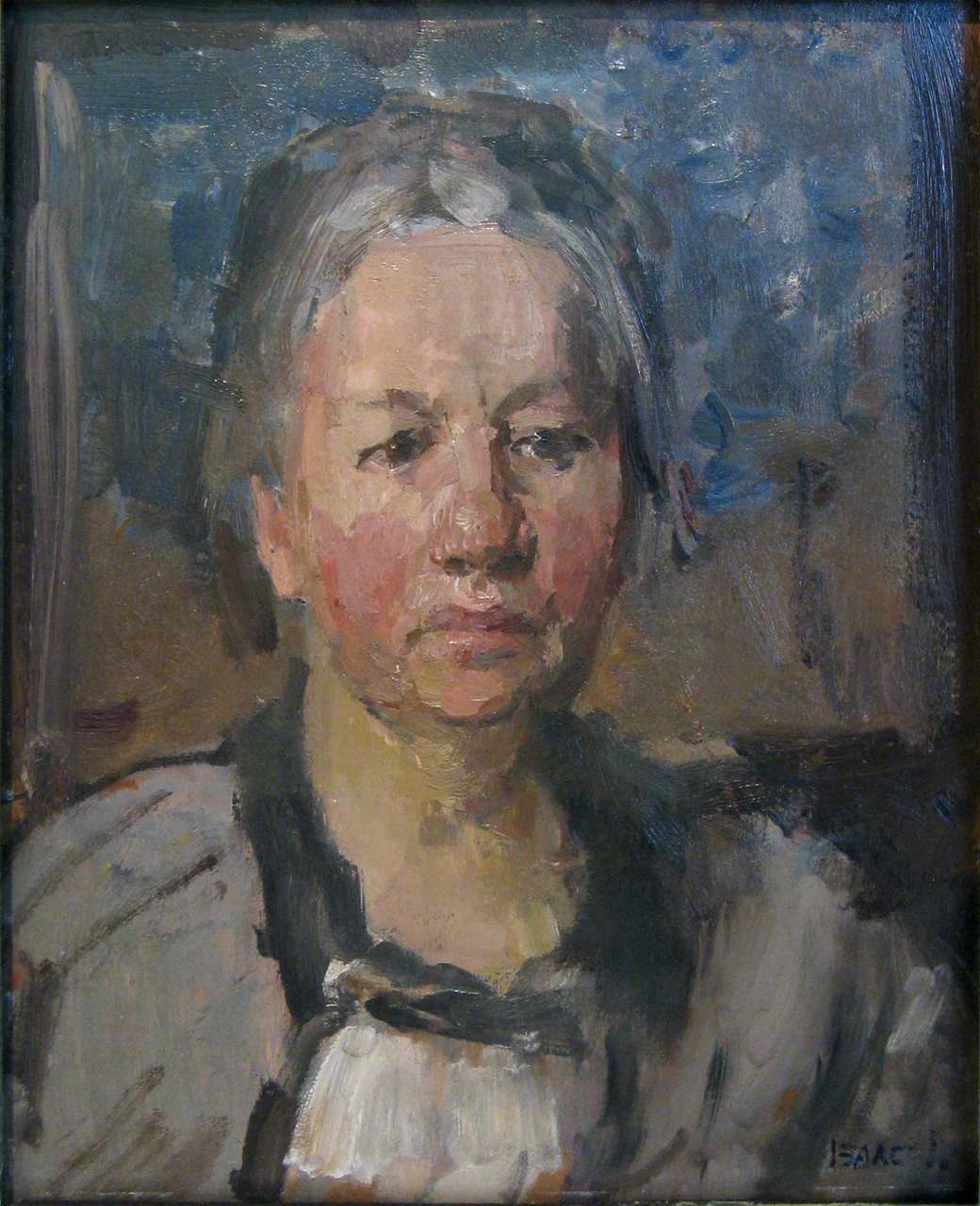
Johanna van Gogh-Bonger (1925)

Spuścizną korespondencyjną zajęła się wdowa po Theo Johanna van Gogh przy pomocy przyjaciela Vincenta Émile’a Bernarda.
W 1914, pisząc po angielsku, Johanna van Gogh wspominała:

Kiedy jako młoda żona Theo wprowadziłam się w kwietniu 1889 do naszego mieszkania w Cité Pigalle w Paryżu odkryłam na dole małego biurka szufladę pełną listów od Vincenta i wkrótce, tydzień po tygodniu, widziałam coraz większą liczbę znajomych żółtych kopert z charakterystycznym, ręcznym pismem

Pierwszy tom listów w języku holenderskim ukazał się wiosną 1914. W 1915 Johanna van Gogh przeniosła się do Nowego Jorku, gdzie rozpoczęła tłumaczenie listów Vincenta van Gogha na angielski. Do chwili śmierci 2 września 1925 doszła w tłumaczeniach do listu nr 526.

## Znaczenie listów van Gogha

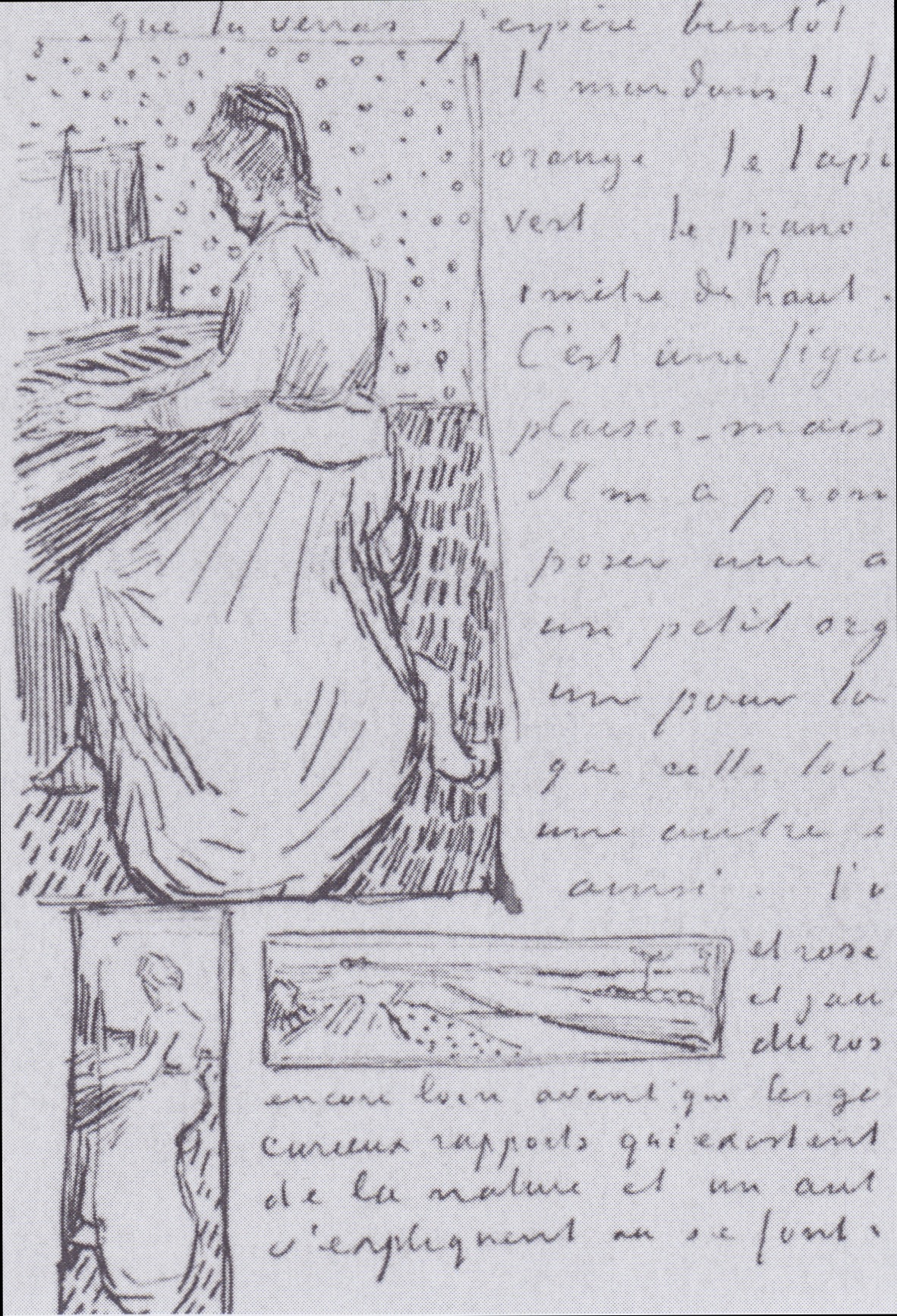
List van Gogha z 1890 ze szkicem obrazu Marguerite Gachet przy pianinie

Spuścizna korespondencyjna Vincenta van Gogha obejmuje 902 listy, spośród których 819 to listy napisane przez niego a 83 to listy przez niego otrzymane. Oprócz tego istnieje 25 dokumentów będących luźnymi stronami (prawdopodobnie fragmentami nie zamieszczonymi we wcześniejszych listach), listami nie wysłanymi lub szkicami.
Choć listy te nigdy nie były przeznaczone do publikacji, były analizowane przez biografów, historyków sztuki i psychologów. Dostarczają wielu wiadomości o artyście i kontekście intelektualnym, w którym przebywał, tak w Holandii jak i we Francji, o jego życiu duchowym i technice malarskiej, jaką się posługiwał.
Listy stanowią poza tym nieocenione źródło opinii van Gogha o innych artystach, zarówno tych, których podziwiał (Rembrandt, Eugène Delacroix i Jean-François Millet) a także tych, w środowisku których się obracał i którzy stanowili dla niego źródło inspiracji na kolejnych etapach jego rozwoju artystycznego (Anton Mauve, Emile Bernard i Paul Gauguin).
Na podstawie listów prześledzić można rozwój artystyczny i intelektualny Vincenta van Gogha: skupienie się na początku na rysowaniu, z wykorzystaniem książek  i podręczników, odwiedzin muzeów, eksperymenty z materiałami (kreda pisząca, litograficzna kredka, rysik z trzciny) i przyrządami (rama do wykreślania perspektywy) a następnie przejście do malarstwa i stopniowy rozwój jego ambicji twórczych od malarstwa rodzajowego do malarstwa nowoczesnego.
Specjalna grupę listów stanowi korespondencja van Gogha z przyjaciółmi-artystami; zawarte w listach dyskusje na takie tematy jak abstrakcja czy kolor, posłużenie się wyobraźnią, porzucenie realizmu na rzecz sugestii czy symbolizmu dotykają samych korzeni sztuki współczesnej.

## Wystawa poświęcona listom van Gogha
W dniach od 9 października 2009 do 3 stycznia 2010 w Muzeum Vincenta van Gogha w Amsterdamie miała miejsce wystawa poświęcona korespondencji artysty; pod koniec stycznia wystawa została przeniesiona do Royal Academy of Arts w Londynie (23 stycznia–18 kwietnia 2010).
Niemal jednocześnie ukazała się pierwsza w historii kompletna edycja listów van Gogha – sześć tomów, ponad milion słów i ponad 4 tysiące ilustracji. Publikacja była efektem 15-letniej pracy badaczy z muzeum w Amsterdamie.
Pomimo braku akademickiego wykształcenia Vincent van Gogh był człowiekiem wyjątkowo oczytanym (w listach przywołuje 800 dzieł 150 autorów) i uzdolnionym językowo: władał biegle francuskim, angielskim i niemieckim.

Van Gogh to bardzo dobry literat. Wie, jak używać stylu. Wiele osób twierdzi, że jego listy to literatura, z czym osobiście się zgadzam. Kiedy już zaczniesz czytać, nie możesz oderwać się od lektury. A przecież to jest cecha dobrej literatury

## Wydania książkowe listów van Gogha

### Po angielsku
- Vincent van Gogh: Vincent van Gogh – The Letters: The Complete Illustrated and Annotated Edition (Six volumes slipcased with a CD-ROM of the letters in their original languages). Leo Jansen, Hans Luijten, Nienke Bakker of the Van Gogh Museum in association with the Huygens Institute, 2009. ISBN 978-0-500-23865-3. (ang.). Brak numerów stron w książce

Wydawnictwo składa się z 6 tomów (łącznie 2164 stron, ponad 4300 ilustracji) i zawiera wiele nowych, niepublikowanych wcześniej materiałów

### Po holendersku
- Vincent van Gogh: Vincent van Gogh – De Brieven. De volledige, gellustreerde en geannoteerde uitgave. Amsterdam: Leo Jansen, Hans Luijten, Nienke Bakker, 2011. ISBN 978-90-8964-102-1. (niderl.). Brak numerów stron w książce

Holenderska wersja wydania anglojęzycznego zawiera 2240 stron.

### Po polsku
- Vincent van Gogh: Listy do brata. Warszawa: Czytelnik, 2002. ISBN 83-07-02888-4. Brak numerów stron w książce